# Erik Möller
Erik Möller es un periodista independiente alemán, desarrollador de software, autor y director adjunto de la Fundación Wikimedia (con sede en San Francisco, California). Möller, además, trabaja como diseñador web y antes gestionaba su propio servicio de alojamiento web (myoo.de).

## Obras
Tras investigar, en 2003 Möller descubre la influencia que Wikipedia no solo genera en los lectores comunes, sino también en personas experimentadas, tales como científicos. Ya que los diferentes contenidos del proyecto consideran y ahondan en aspectos de avanzado nivel de cualquiera de las áreas del conocimiento. Asimismo, aprovecha para comparar Wikipedia con Microsoft Encarta. La investigación fue publicada con el auspicio de Telepolis. Ese mismo año, Möller publica un artículo, por medio del cual presenta algunos antecedentes de Wikipedia y otras Wikis. De igual forma, se refiere acerca de las formas de prevenir el vandalismo en los artículos y de establecer un trato cordial entre los voluntarios.
Möller es el autor del libro Medienrevolution heimliche Die - Wie Weblogs, wikis und freie Software die Welt verändern (es español: El secreto revolución de los medios: ¿Cómo weblogs, wikis y software libre pudieron cambiar el mundo). En el libro, Möller discute la evolución periodística de los blogs, en el contexto de la competencia de éstos con los principales medios de comunicación, aún tras haber dicho que los blogs más influyentes no incurrían en ese tipo de cuestiones.

El libro fue publicado por primera vez en 2005 por Heinz Heise, posteriormente, se hizo una segunda edición, la cual fue publicada en el año 2006 (ésta incluía capítulos actualizados y revisados). Un análisis a la actualización, por parte de la Berliner Literaturkritik, denotó consejos prácticos en ésta, pero criticó el hecho de que la obra hiciera énfasis solo en aspectos técnicos.

## Sitios web

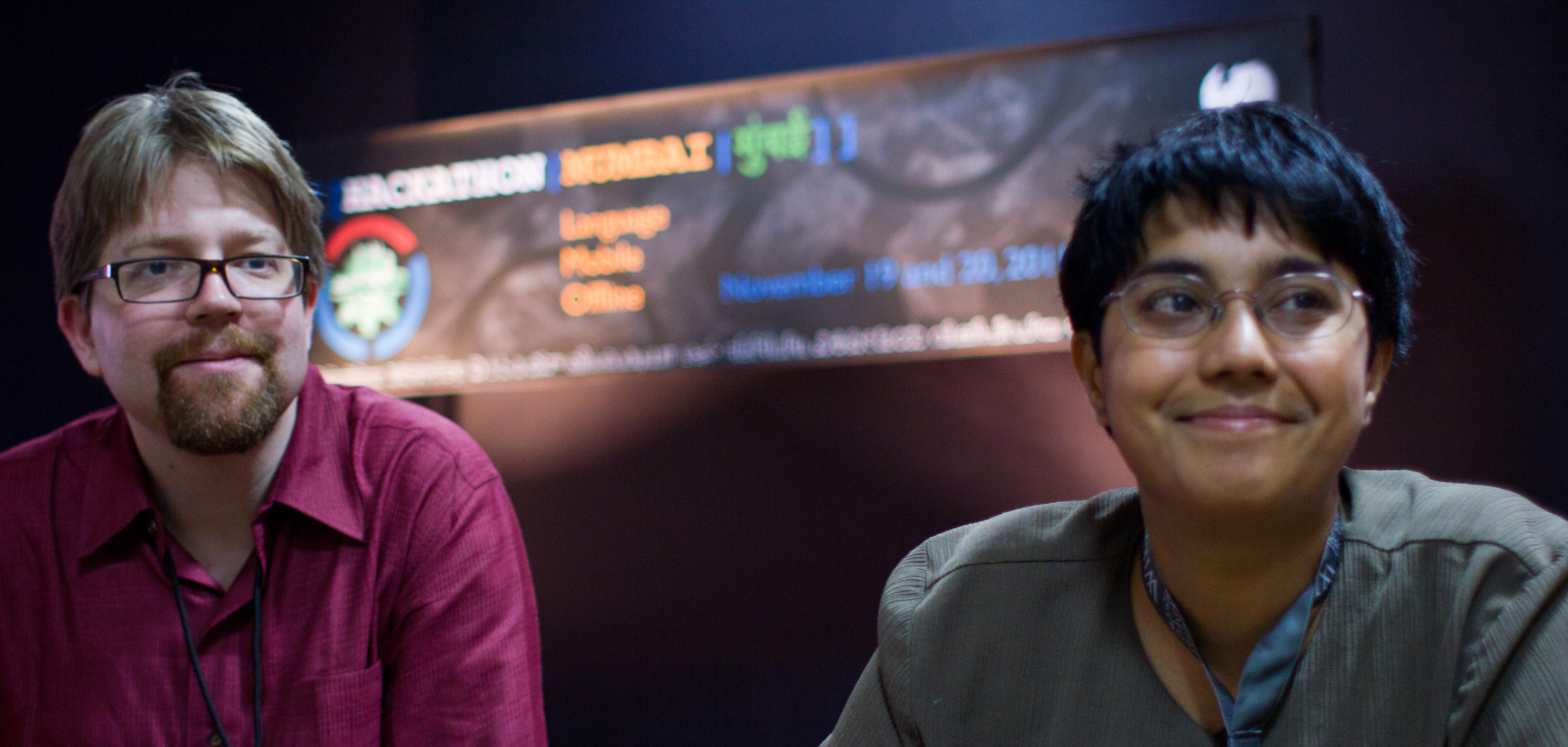
Erik Möller y Sumana Harihareswara en 2011

Möller —quien tiene un diploma en ciencias de la computación—, es el dueño y creador de la página web Infoanarchy.com, la cual contiene información sobre tecnologías P2P y archivos para compartir. Thomas Mennecke (de Slyck Notices) escribió: «al igual que P2Pnet.net, InfoAnarchy.org contiene una impresionante cantidad de información original escrito por el propietario Erik Möller». De igual forma ha estado involucrado en el desarrollo del sitio web FreedomDefined, participa en Violence.de —sitio dedicado a la publicación de obras de James W. Prescott—. Aquí Möller sostiene que la privación de afecto físico es una de las principales causas de depresión, agresión y el abuso con las drogas.
En el año 2005 en Berlín, Möller ofreció una conferencia sobre la Iniciativa de código abierto, el conocimiento libre y Wikinews, respecto a esta última cuestión, Möller citó los modelos utilizados por Slashdot, Kuro5hin, Daily Kos, entre otros).

## Fundación Wikimedia
Desde el año 2001, Möller ha trabajado en los proyectos de la Fundación Wikimedia, incluyendo Wikipedia. Se ha desempeñado como editor, así como también ha sido desarrollador del software libre de MediaWiki y de Wikinoticias. Redactó la propuesta inicial del proyecto Wikinoticias, y fue el primero en proponer la creación de Wikimedia Commons en marzo de 2004.
En una entrevista concedida al The New York Times durante el Forum of Seul, Möller dijo «(...) los artículos de Wikinoticias son de corta duración, por lo que hay una sensación reducida de contribuir a una base de conocimiento que va a durar toda la vida. (...) Somos los nuevos medios. Hacemos nuestras propias reglas». También añadió que estaba trabajando en la implementación de una versión en audio de los artículos.
En otra entrevista, esta vez a journalism.co.uk, aseguró que «Aunque en Wikinoticias queda mucho, y es mucho más pequeña que la Wikipedia, el potencial para la cobertura de noticias va mucho más allá de lo que Wikipedia está haciendo».

### Subdirector

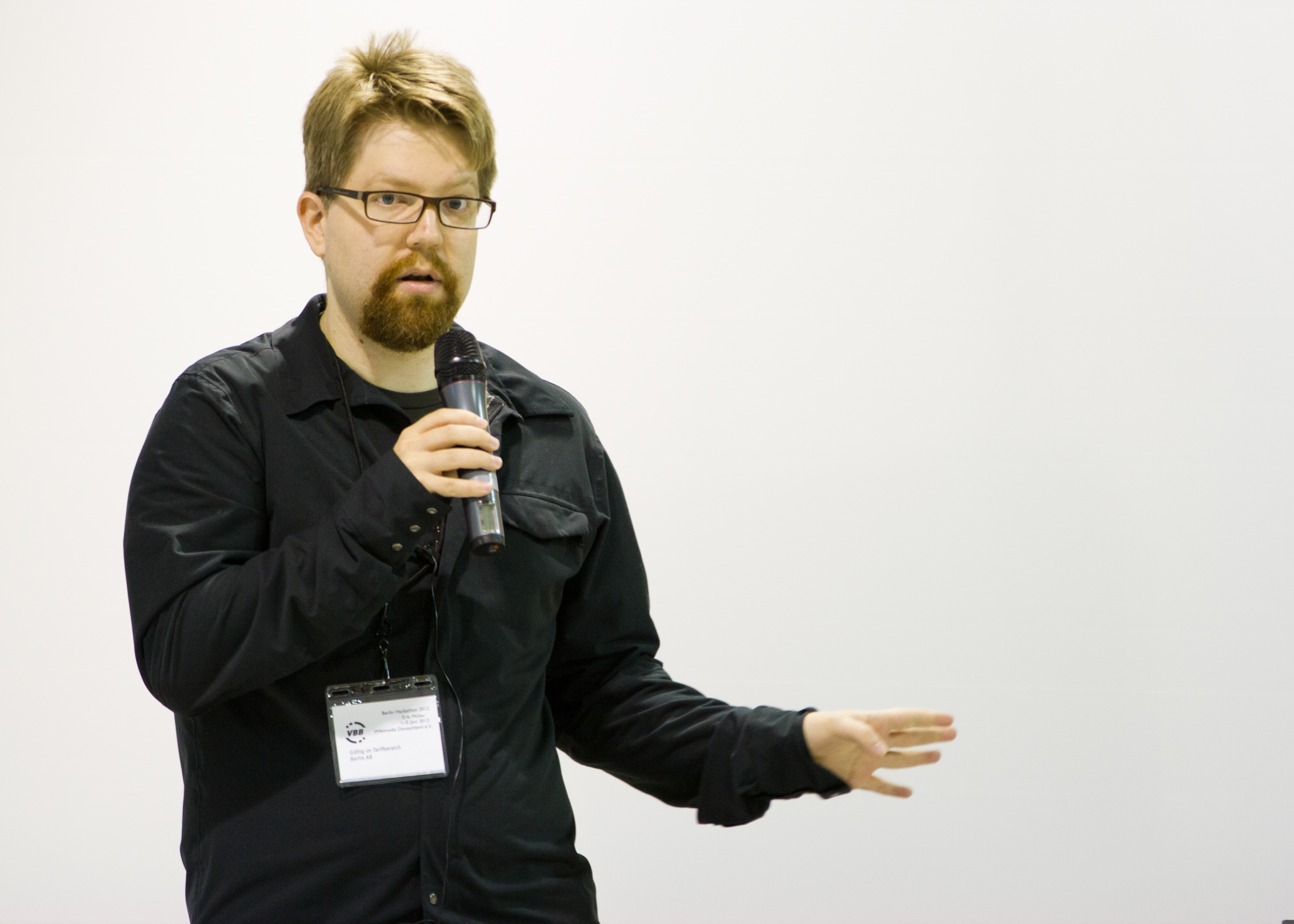
Erik Möller en Berlín, Alemania en 2012.

Möller fue nombrado director de investigaciones de la Fundación Wikimedia en junio de 2005, pero renunció en agosto de ese mismo año, citando diferencias personales con los miembros de la Junta Directiva. Había sido director de tecnología de Stichting Progress Open, cargo por medio del cual, insidió en la implementación de OmegaWiki —otro proyecto de la Fundación Wikimedia, con sede en los Países Bajos—. De igual forma, presidió otras comunidades wiki, tales como WikiEducator.
En septiembre de 2006 fue elegido para reemplazar a Angela Beesley en el dirección de la Fundación Wikimedia, y en octubre de ese mismo año, se convirtió en Secretario Ejecutivo. En diciembre de 2007 renunció a la Junta y fue nombrado Director Adjunto, su nombramiento allí, entró en vigor el 10 de enero de 2008. En dicha labor, Möller ha participado en la financiación para el análisis de la Fundación Wikimedia, y junto al Director Ejecutivo Sue Gardner hizo una presentación a Sun Microsystems en un intento de obtener fondos de dicha empresa para la Fundación Wikimedia. Esta presentación se filtró después a Wikinoticias.
Como Director Adjunto de la Fundación Wikimedia, Möller es responsable de gestionar y ejecutar la estrategia técnica de la organización. A Los Ángeles Times se refirió respecto de los cuidados que se tienen al momento de hacer diferentes tipos de ofertas, dijo «(...) No queremos poner en peligro la misión mediante la celebración de acuerdos que puedan entrar en conflicto con él...».
Además, Möller es el representante de la Fundación Wikimedia ante el consejo institucional de la Enciclopedia de la vida; a través de este cargo, ayudó a convencer a la Alfred P. Sloan Foundation —organización a fin a la Enciclopedia de la Vida— de donar USD 3.000.000 a Wikimedia. Dicha contribución, constituye la más grande en toda la historia de la Fundación.